# Suzanne Cloutier
Suzanne Cloutier (* 10. Juli 1927 in Ottawa; † 2. Dezember 2003 in Montréal) war eine kanadische Schauspielerin.

## Leben und Karriere
Cloutier wurde in Ottawa in Kanada geboren und gab ihr Leinwanddebüt im Jahr 1946. Sie spielte zunächst in einigen französischen Filmen, international bekannt wurde sie 1952 durch Orson Welles’ Othello. Im Jahr 1953 lernte sie den Regisseur und Schauspieler Peter Ustinov kennen und heiratete ihn knapp ein Jahr danach.
Aus dieser Ehe gingen drei Kinder hervor. Ihr Sohn, Igor Ustinov, ist Bildhauer und Sänger. Im Jahr 1971 wurde die Ehe Cloutiers geschieden, am 2. Dezember 2003 starb sie an einem Leberzellkarzinom.

## Filmografie
- 1946: Temptation
- 1949: Eine Heilige unter Sünderinnen (Au royaume des cieux)
- 1951: Liebe ein Traum (Juliette ou La clef des songes)
- 1952: Orson Welles’ Othello (The Tragedy of Othello: The Moor of Venice)
- 1952: Derby Day
- 1954: Aber, Herr Doktor… (Doctor in the House)
- 1961: Romanoff und Julia (Romanoff and Juliet)
- 1997: Whiskers
- 2002: All or Nothing